# Еврейско училище (Пловдив)
Еврейското училище в град Пловдив е съществувало от Освобождението до средата на XX в.

## История
По време на османското владичество пловдивските евреи са се занимавали предимно с търговия и ръчен труд. В края на XVIII в. еврейското население на Пловдив наброява около 750 жители. През 1877 г., по време на войната за Освобождението на България, в Пловдив са пристигнали около 400 бежанци, включително много еврейски бежанци от Карлово, които създали своя синагога. По време на войната, еврейската общност в Пловдив наброява около 1000 души. Тогава общността има четири синагоги, около които има килийни училища.
През 1877 г. започва организираното обучение. Тогава отваря врати девическото училище към Израелския Алианс Универсал, а две години по-късно се организира и мъжко училище към Алианса. През 1910 г. алиансът се изтегля от училищата в Пловдив. През 1920 г. еврейската образователна система в Пловдив включва 788 ученици, като 74% от еврейските деца са учили в еврейски училища, 5% в държавни училища и 21% в престижни частни училища (френските колежи в града).
След атентата в София на 16 април 1925 г. сградата на училището заедно с тези на Втора прогимназия „Марашлията“ и Четвърта прогимназия „П. Каравелов“ са използвани като затвор.
Чирпанското земетресение през 1928 г. и пожар преди това правят сградата на училището непригодна. Обучението е преместено временно в барака в двора на учлището. През декември 1931 г. училището има нова сграда.
От 1926 до 1939 г. в България са създадени и функционират 26 еврейски училища. По време на Втората световна война всички те са затворени, а сградите са конфискувани от държавата. През март 1943 г. започват гоненията на българските евреи. Всички еврейски жители на Пловдив са били събрани в училищната сграда в очакване на експулсиране. Православният епископ Кирил се застъпва за тях и накрая командирът на полицията в града получава телеграма от министъра на вътрешните работи за отлагане на постановлението, с което евреите са освободени. Днес на сградата на училището е поставена паметна плоча в чест на епископа, избран по-късно за патриарх.
През есента на 1944 г. еврейските училища са възстановени. От 1944 до 1950 г. в сградата на Еврейското училище се помещава и Пловдивската средищна общинска прогимназия „Андрей Карнеги“. През 1948 г. около 5 хиляди от 6-хилядното еврейско население на Пловдив заминава за Израел. Скоро след това училището е затворено.
След промените през 1989 г. е организирано неделно училище. От 15 септември 2005 г. сградата се използва от Частно средно общообразователно училище „Дружба“.